# Lamprotornis chloropterus
Estorninho-pequeno-d'orelha-azul ou estorninho-pequeno-de-orelha-azul (Lamprotornis chloropterus) é uma espécie de passeriforme da família Sturnidae.
Pode ser encontrada nos seguintes países: Benin, Burkina Faso, Burundi, Camarões, República Centro-Africana, Chade, República Democrática do Congo, Costa do Marfim, Eritreia, Etiópia, Gambia, Gana, Guiné, Guiné-Bissau, Quénia, Libéria, Malawi, Mali, Moçambique, Namíbia, Nigéria, Senegal, Serra Leoa, Sudão, Tanzânia, Togo, Uganda, Zâmbia e Zimbabwe.